# Marc Blitzstein

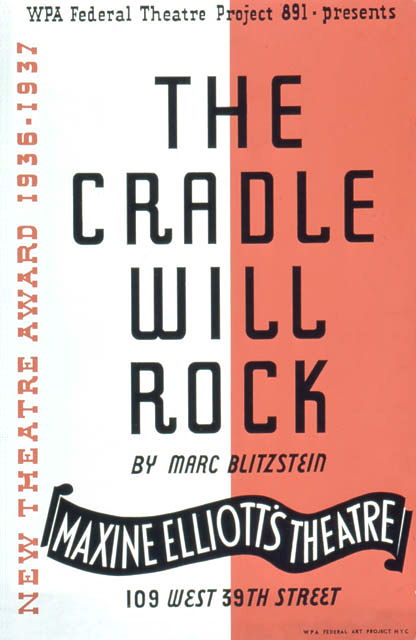

Marc Blitzstein (Filadelfia, 2 de marzo de 1905-Fort-de-France, Martinica, 22 de enero de 1964) fue un compositor, pianista y autor estadounidense.

## Biografía
Nació en el seno de una acaudalada familia judía de Filadelfia. Como pianista fue un niño prodigio que llegó a tocar con la Orquesta de Filadelfia de adolescente. Estudió en el Instituto de música Curtis, después con la célebre Nadia Boulanger en París y posteriormente en Berlín con el compositor Arnold Schoenberg.
En Nueva York se unió al grupo de teatro comandado por Lee Strasberg, Elia Kazan, Harold Clurman y Clifford Odets.
Abiertamente homosexual, se casó con la novelista Eva Goldbeck (1901-1936). No tuvieron hijos. Goldbeck le presentó a Bertolt Brecht.
En 1937, dentro de las propuestas del Proyecto de Teatro Federal, saltó a la notoriedad por su pieza musical sobre la tiranía del capitalismo en The Cradle Will Rock, pieza emblemática dirigida por Orson Welles y clausurada por razones políticas por el Works Progress Administration. El proceso fue recuperado y narrado por Tim Robbins en 1999 en la película Cradle Will Rock con Susan Sarandon como Margherita Sarfatti, entre otros muchos actores capitales (Vanessar Redgrave, John Turturro, Cherry Jones]], Emily Watson, etc. La canción más conocida de la obra es Nickel Under the Foot. En 1939, Blitzstein conoció a Leonard Bernstein formando una asociación artística y personal importante para ambos.
Durante la Segunda Guerra Mundial sirvió en la United States Air Force, donde fue también director de programas radiofónicos retransmitidos desde Londres.
También es suya la ópera Regina de 1949 basada en The Little Foxes (La loba en versión española) de Lillian Hellman fue dirigida por Maurice Abravanel y protagonizada por Jane Pickens Langley en su estreno del Teatro de la Calle 46 en Nueva York. En 1953 la New York City Opera produjo una versión expandida de carácter más operístico. La ópera se llevó a escena en 1958 y recién en 1977 en Detroit, en 1980 en Houston y en 1992 en la Ópera de Escocia de la que proviene el único registro integral disponible dirigido por John Mauceri. En el año 2001 la Florida Grand Opera montó una nueva producción seguida por la Lyric Opera of Chicago en 2003 con Lauren Flanigan. En 1994 y 2008 el director Robert Larsen la escenificó en la Opera de Des Moines.
Blitzstein adaptó al inglés el Die Dreigroschenoper de Bertolt Brecht en 1952, con la legendaria Lotte Lenya en Broadway alcanzando 2,611 representaciones en siete temporadas. Suya es la versión americana de la canción Mack the Knife.
En 1955 estreno en Boston, Reuben Reuben que marco el debut de Evelyn Lear, el show, con Kaye Ballard y Eddie Albert, fue un fracaso y nunca llegó a Broadway.
También fue responsable de las adaptaciones y versiones americanas de Madre Coraje y sus hijos de Brecht-Paul Dessau y Mahagonny de Brecht-Kurt Weill.
En 1958 fue citado para declarar por presuntas actividades comunistas por el Comité de Actividades Antiestadounidenses, había pertenecido al Partido Comunista Americano entre 1935-48.
Mientras trabajaba en el Metropolitan para una ópera acerca del caso de Sacco y Vanzetti basada en su pieza Condenados de 1932, Blitzstein vacacionó en la Martinica. Las circunstancias de su muerte nunca fueron del todo esclarecidas. Aparentemente fue violado, robado y golpeado por tres marineros portugueses con quienes se había emborrachado. La policía lo encontró en un callejón pidiendo ayuda, lo trasladaron a un hospital donde murió de hemorragias internas.

## Obras
- Triple-Sec (1928)
- Garrick Gaieties (1930)
- The Condemned (1932)
- Parade (1935)
- The Spanish Earth (1937) — con Virgil Thomson
- Julius Caesar (1937)
- Pins and Needles (1937)
- The Cradle Will Rock (1938)
- Danton's Death (1938)
- Another Part of the Forest (1946)
- Androcles and the Lion (1946)
- No for an Answer (1941)
- Symphony: The Airborne (1946)
- Regina (1949)
- Let's Make an Opera (1950)
- King Lear (1950)
- Reuben, Reuben (1955)
- Juno (1959) — musical
- Toys in the Attic (1960)
- Tales of Malamud (1963, completada por Leonard Lehrman, 1973)
- Sacco and Vanzetti (1964, completada por Leonard Lehrman, 2001)